# بازی بزرگ (فیلم ۱۹۵۳)
بازی بزرگ (انگلیسی: The Great Game) فیلمی در ژانر است که در سال ۱۹۵۳ منتشر شد. از بازیگران آن می‌توان به دایانا دورس و جان لوری اشاره کرد.